# Charles Chipiez
Jérôme Charles Chipiez, né le 11 janvier 1835 à Écully, et mort le 9 novembre 1901 dans le 6e arrondissement de Paris,, est un architecte, historien de l’architecture et égyptologue français du XIXe siècle.

## Biographie
Enseignant à l'École spéciale d'architecture, on lui doit des réalisations telles que le bâtiment de l'École nationale professionnelle d'Armentières en 1887, actuel lycée Gustave-Eiffel d'enseignement technologique.
Il réalise plusieurs tombeaux destinés à des cimetières de Paris. Dans la banlieue ouest, à Rueil-Malmaison, il est l'auteur d'un monument commémoratif de la seconde bataille de Buzenval, qui se déroule à la fin de la guerre franco-prussienne de 1870-1871. Situé rue du Général-Colonieu, il figure un grand obus de pierre orné de guirlandes.
À la fin du XIXe siècle, il effectue avec l’archéologue Georges Perrot un grand voyage d’étude de l’architecture antique avec le soutien de la maison d’édition Hachette. Ce voyage les mène au travers de la Grèce, la Turquie, l’Égypte, l’Iran, et dans d’autres pays. Il y réalise des études architecturales sur la plupart des monuments antiques, et dessine de nombreuses reconstructions basées sur l’observation minutieuse des sculptures et des ruines. Ils publient à leur retour un grand ouvrage en plusieurs volumes réalisant une synthèse sur l’histoire de l’architecture antique, comprenant de nombreuses illustrations. L’ouvrage, traduit également en anglais, reste inachevé en raison des décès successifs des deux collaborateurs. Après la mort de Chipiez, Georges Perrot en continue la rédaction et publie seul les deux ultimes ouvrages (tomes IX et X).

## Photos et dessins par Chipiez

Persépolis
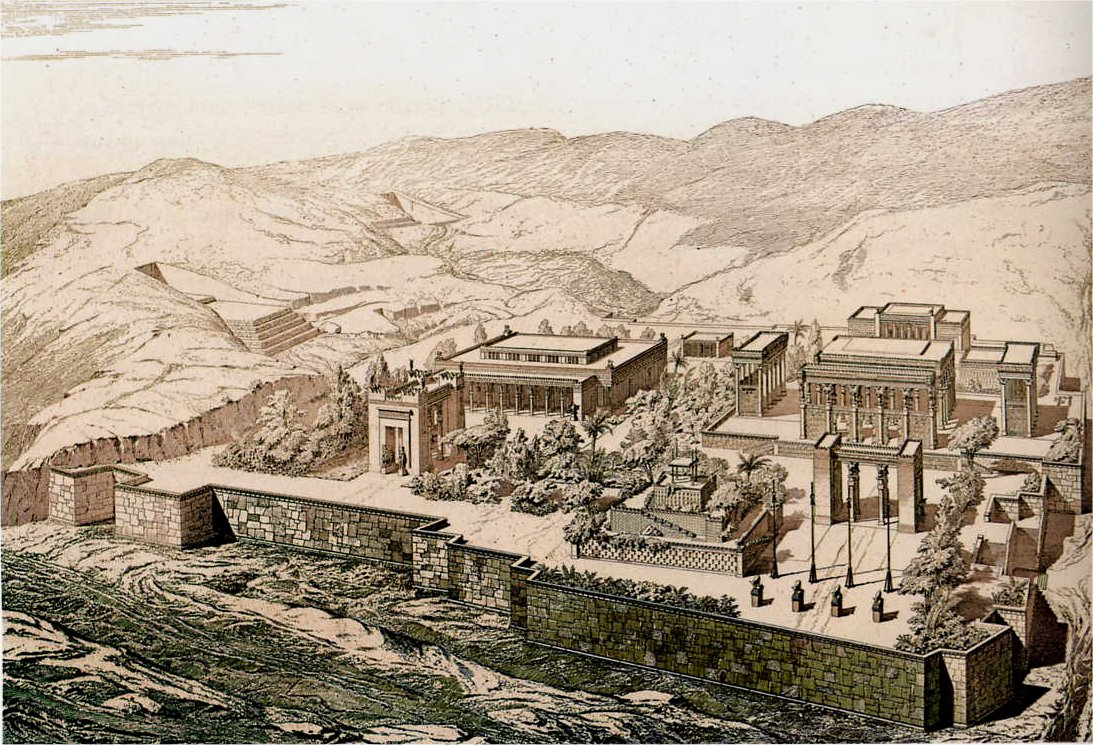
Persépolis vue d’oiseau.
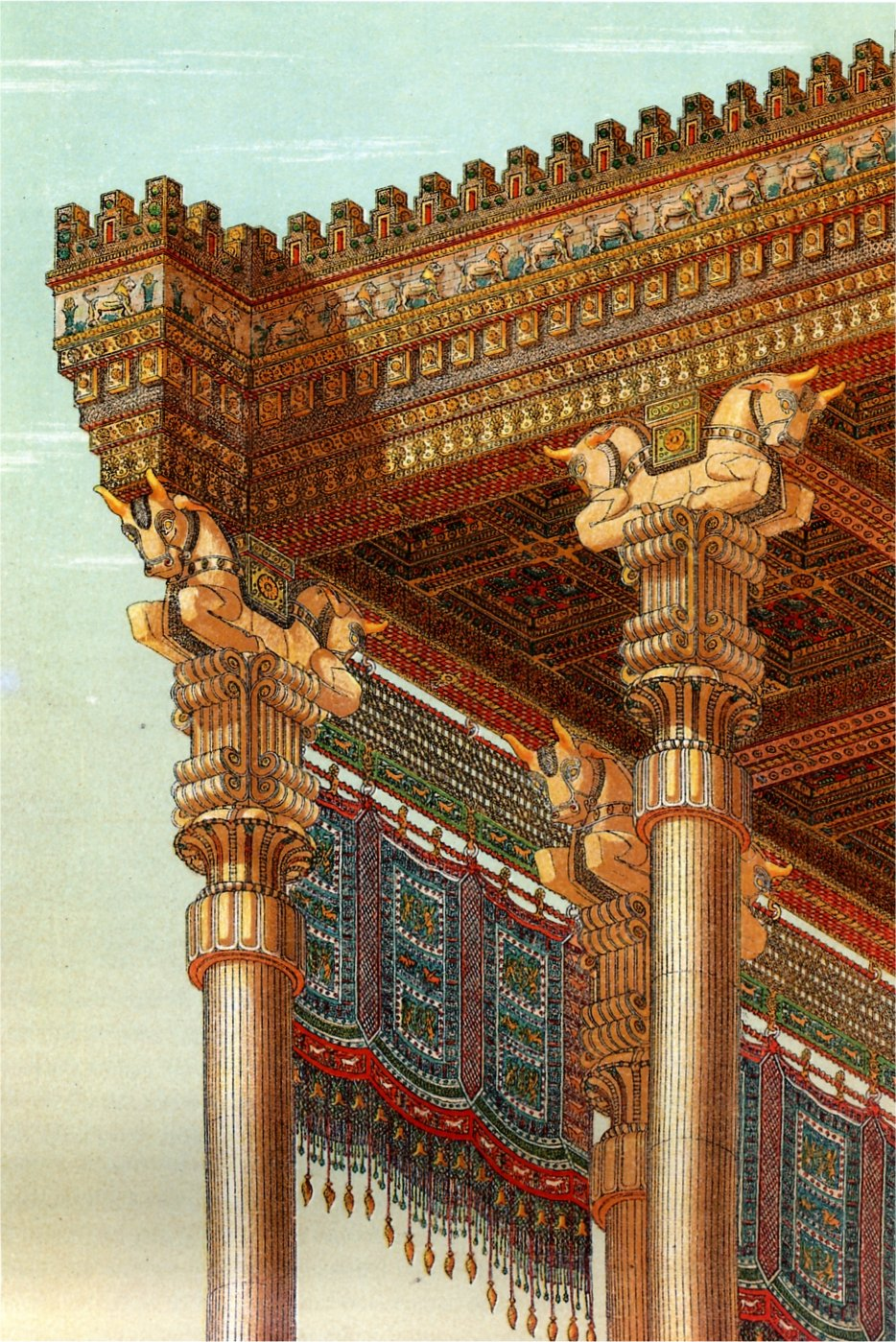
Toit de l'Apadana.
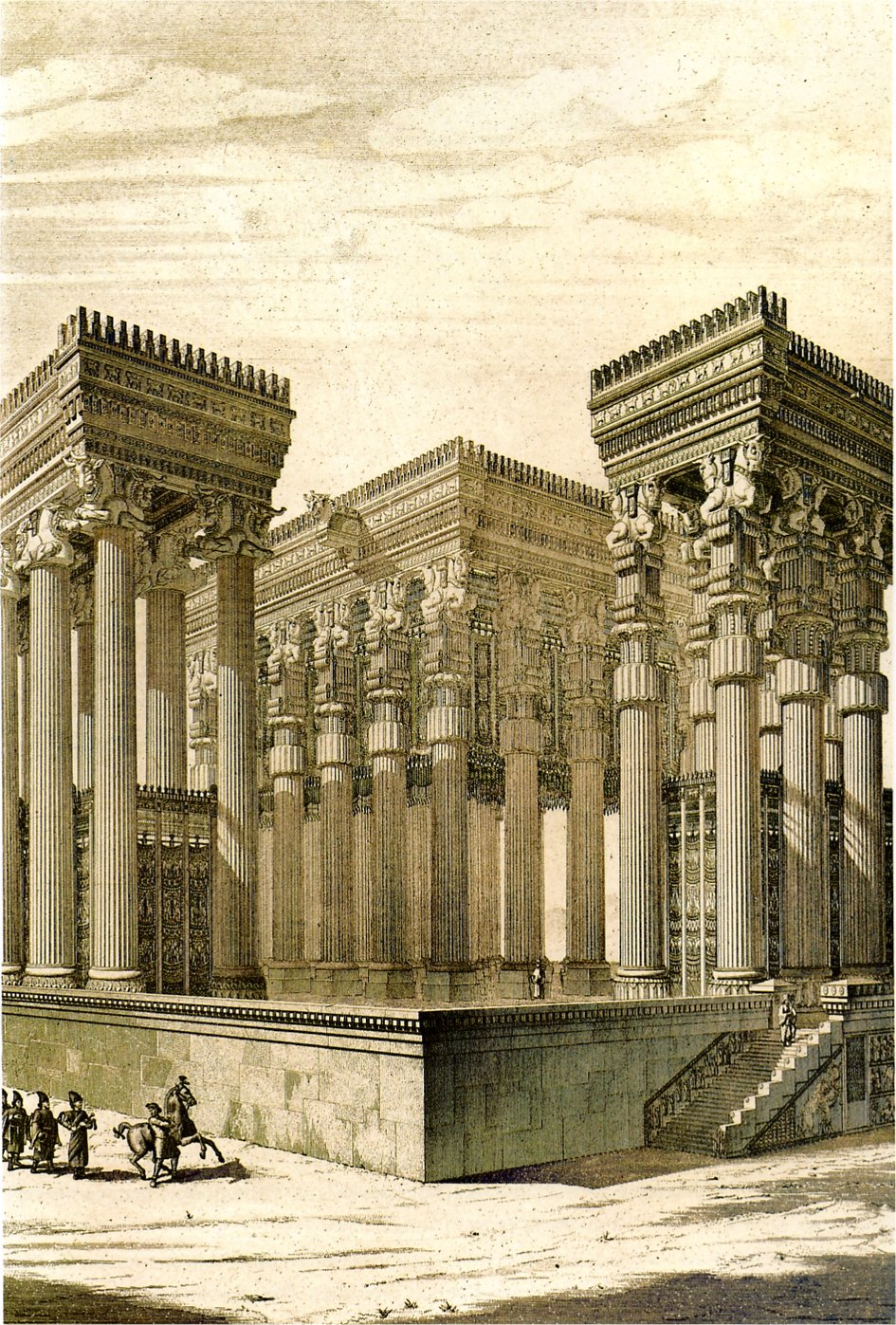
Reconstruction de l'Apadana.
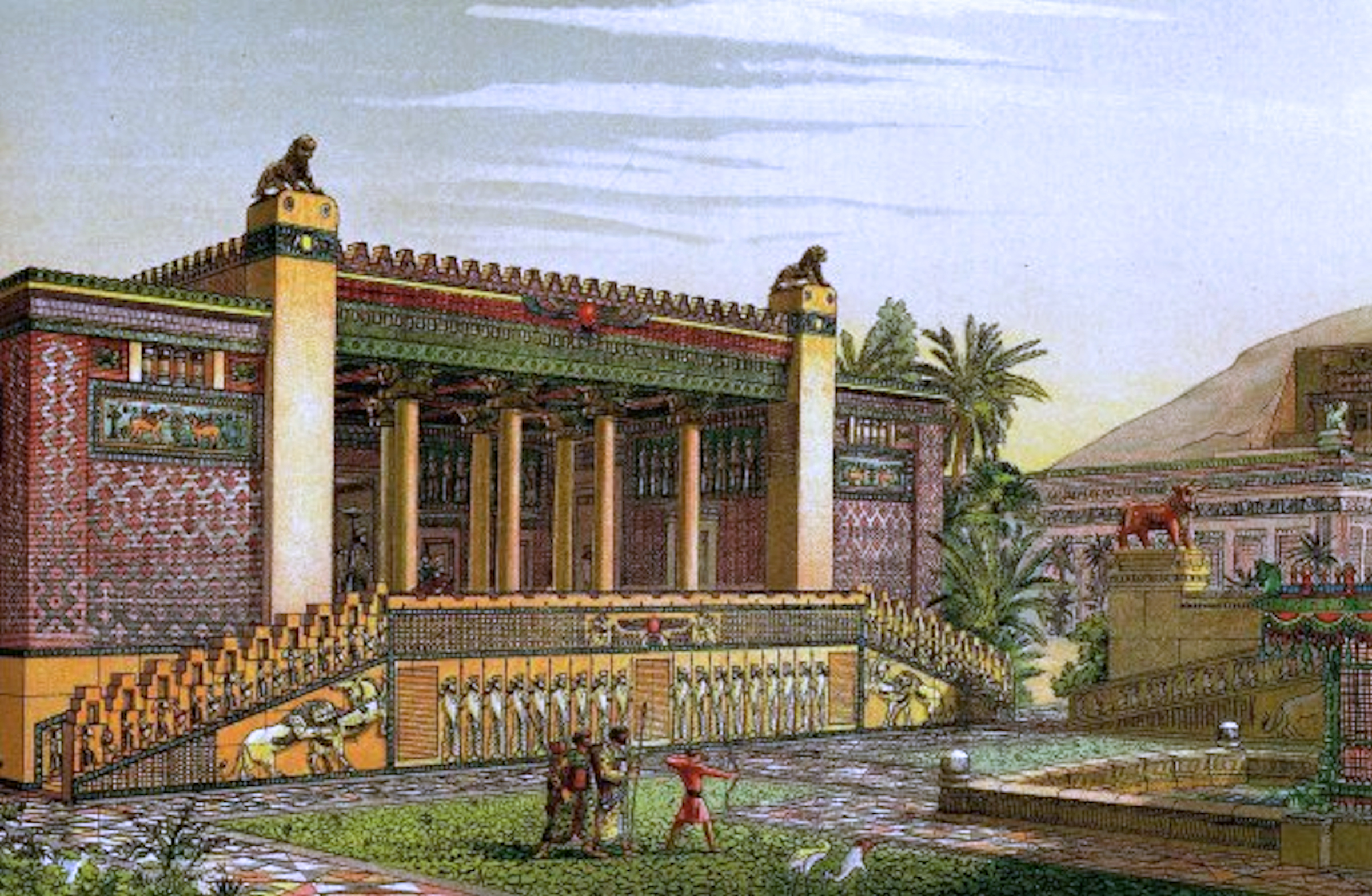
Persépolis : Tachara.
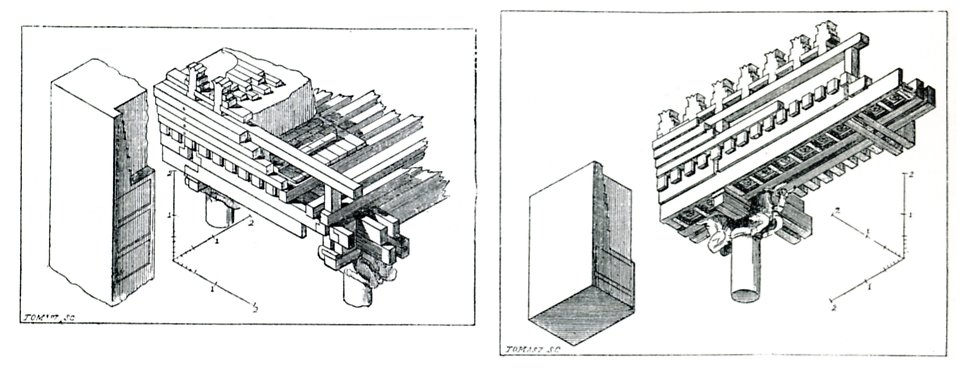
Étude du toit du Tachara.
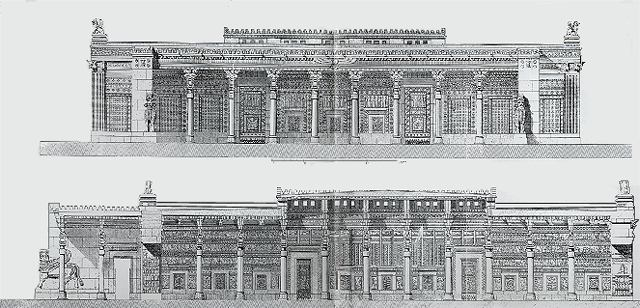
Palais des cent colonnes.
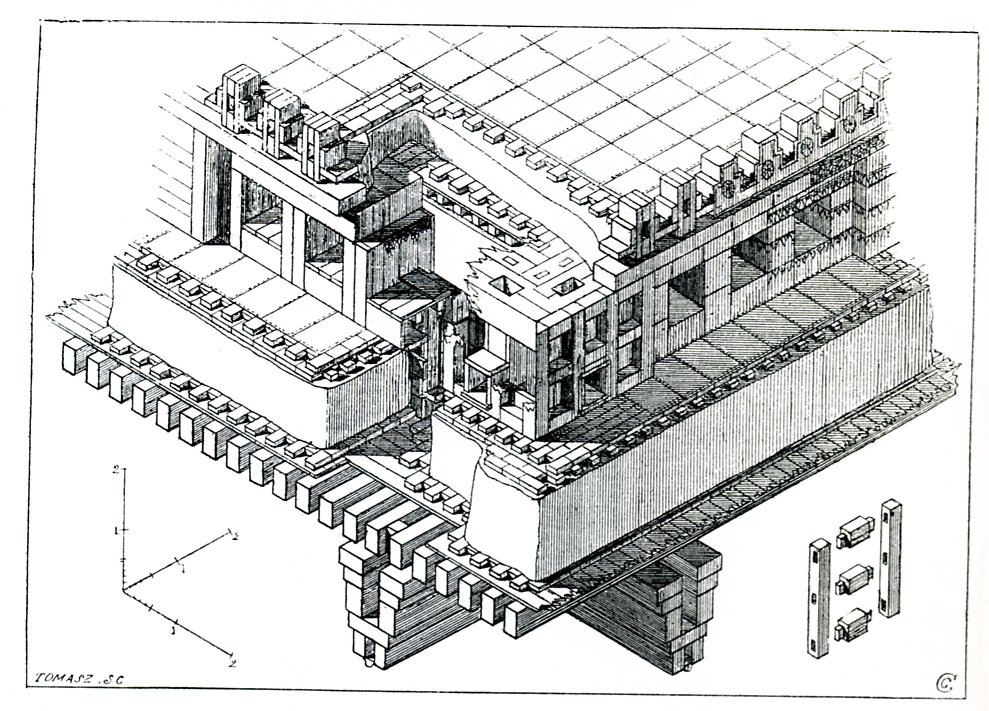
Étude du toit du palais des Cent colonnes.

## Principaux ouvrages
- Histoire critique des origines et de la formation des ordres grecs, Morel et Cie, Paris, 1876.
- Avec Georges Perrot, Histoire de l'art dans l'Antiquité, Égypte, Assyrie, Perse, Asie mineure, Grèce, Étrurie, Rome. Paris, Hachette et Cie
  - Tome I : L'Égypte (1882)
  - Tome II : Chaldée et Assyrie (1884)
  - Tome III : Phénicie, Chypre (1885)
  - Tome IV : Judée, Sardaigne, Syrie, Cappadoce (1887)
  - Tome V : Perse, Phrygie, Lydie et Carie, Lycie (1890)
  - Tome VI : La Grèce primitive. L'art mycénien (1894)
  - Tome VII : La Grèce de l'épopée. La Grèce archaïque (le temple) (1898)
  - Tome VIII : La Grèce archaïque. La sculpture (1903)

## Distinctions
- 1890 : Académie des inscriptions et belles-lettres - Prix Louis Fould, avec Georges Perrot pour leur Histoire de l'art dans l'antiquité[6]